# Fondation suisse de déminage
Pour les articles homonymes, voir FSD.
La FSD (Fondation suisse de déminage) est une organisation non-gouvernementale suisse spécialisée dans la lutte antimines. Depuis sa création en 1997, la FSD a mené des opérations dans une trentaine de pays sur quatre continents. Ses programmes englobent les quatre composantes suivantes : déminage humanitaire, éducation aux dangers des mines et restes explosifs, assistance aux victimes et destruction des stocks d’armes et munitions non explosées. Depuis 1997, plus d’1,4 million d’engins explosifs ont été neutralisés par la FSD.
Basée à Genève, l’organisation emploie en 2024 près de 1000 collaborateurs dans sept pays. La FSD est porteuse du label ZEWO depuis 2003, une certification suisse qui désigne les organisations transparentes et dignes de confiance pour les donateurs. L’organisation est également titulaire de la certification ISO 9000:2015.

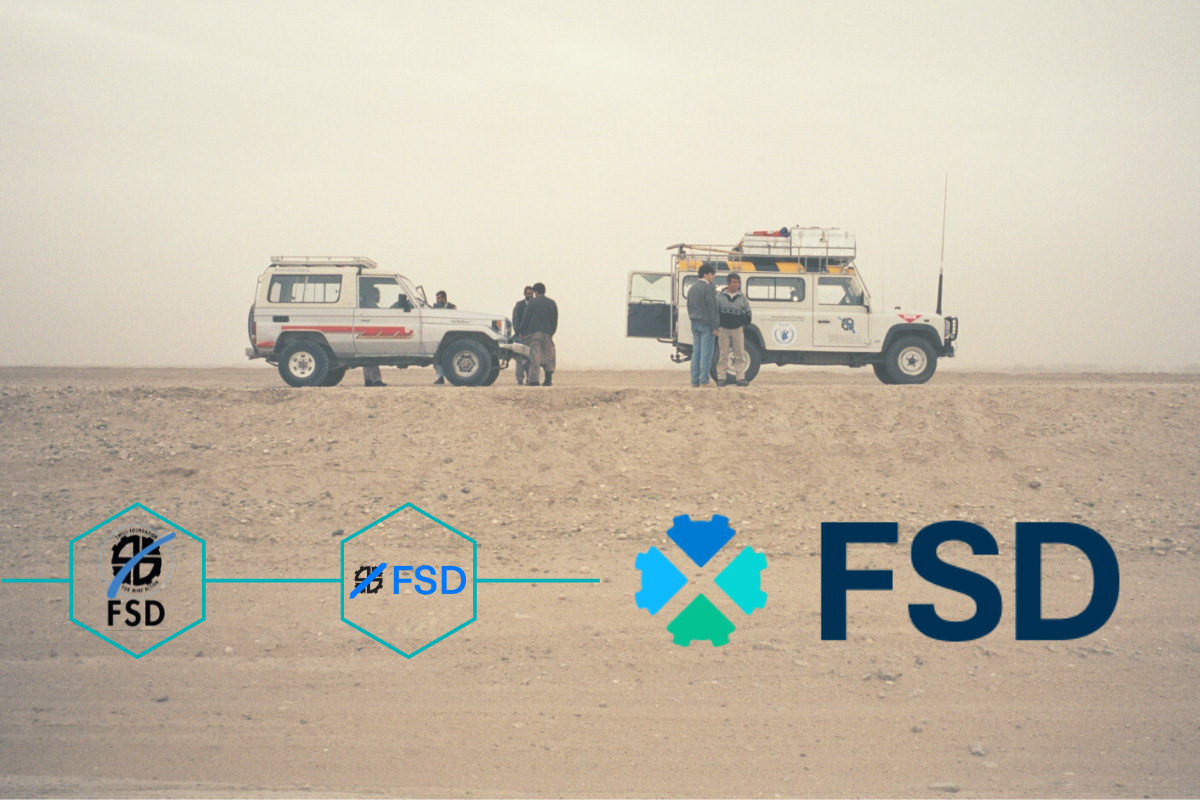
Les différents logos de la FSD depuis sa création, il y a 26 ans.

## Histoire
La FSD a été fondée en 1997 à Fribourg sous le nom de « Fédération suisse de déminage » par Michel Diot, Henri Leu, Hansjörg Eberle et six autres membres présents lors de l‘assemblée constituante. Le premier projet vise à former des demandeurs d’asiles bosniaques réfugiés en Suisse au déminage, afin de leur permettre de participer à la reconstruction de leur pays.
Entre 1998 et 2002, la FSD lance d’autres projets de lutte antimines en Bosnie Herzégovine, puis en Croatie, au Kosovo, au Pakistan, en Albanie, en Afghanistan, au Liban et au Sri Lanka.
En 2001, La FSD signe un accord de coopération avec le Programme alimentaire mondial (PAM) pour permettre l’acheminement de l’aide alimentaire en Afghanistan et sécuriser les installations et les infrastructures du PAM. Une collaboration similaire est mise en place en Irak dès 2003, et est suivie d’une série d’autres accords entre la FSD et les organes des Nations unies, notamment au Soudan et en Ukraine en 2023.
Au lendemain de l'attaque contre le siège des Nations unies à Bagdad, plusieurs employés de la FSD aident à l’évacuation de survivants du bâtiment bombardé et apportent des soins de premiers secours aux blessés, au prix de risques considérables. La FSD reçoit des Nations unies un prix du mérite en reconnaissance de la bravoure et du dévouement au-delà du devoir des membres de son équipe à Bagdad.
En 2003, la Fédération suisse de déminage devient la « Fondation suisse de déminage ».

## Missions
L’objectif central de la FSD est de protéger les populations civiles des mines et restes d’engins explosifs. Ses activités comprennent la localisation et destruction de mines et munitions non explosées ou abandonnées, la sensibilisation des populations aux dangers des mines, l’assistance aux victimes d’explosions accidentelles et la destruction des stocks d’armes et de munitions. Par ailleurs, la FSD contribue au renforcement des compétences nationales en soutenant le développement des acteurs locaux de la lutte antimines et le transfert de connaissances techniques. La FSD s’investit en outre dans des projets de recherche visant à mettre les nouvelles technologies au service de la lutte antimines, notamment via l’utilisation de drones spécialisés.
Pour répondre à des besoins constatés sur le terrain, la FSD élargit occasionnellement son domaine d’action à des programmes de dépollution et de soutien à la paix et au développement dans des contextes marqués par la violence et l’instabilité. Parallèlement, la FSD intègre des volets de sécurité alimentaire dans ses programmes, notamment par la réhabilitation de terres agricoles dans des zones contaminées par des engins explosifs.

### Lutte antimines

#### Afrique

##### Angola
La problématique des mines en Angola résulte de décennies de combats durant la guerre de décolonisation contre le Portugal et la guerre civile qui l’a suivie. En 2007, la FSD est mandatée par le gouvernement angolais pour faire une évaluation des besoins en déminage.

##### Burundi
Le Burundi a connu une décennie de guerre civile qui a laissé le pays jonché de restes explosifs de guerre et de mines, placées sans plan de dispersion. En 2003, le gouvernement ratifie le Traité d'Ottawa et le CNDD-FDD signe pour sa part l'engagement de l'Appel de Genève, en présence d'une délégation de la FSD. Le déminage humanitaire est un succès grâce au partenariat entre le PNUD, l’UNICEF, la FSD et MAG, avec un financement de la coopération suisse et du gouvernement du Burundi,.
La FSD établit un projet d'intervention soutenant le processus de paix, basé sur la création d'une capacité nationale d'action contre les mines, sur l’évaluation de l'impact des mines sur les communautés locales et sur la sensibilisation aux risques en zones minées. En 2006, la FSD dirige une enquête générale auprès des communautés à travers le pays, au cours de laquelle 97% de toutes les communautés sont visitées et évaluées. Le résultat de cette enquête constitue la base de toutes les activités de déminage déployées les deux années suivantes. L'originalité de l'approche proposée par la FSD se base sur un partenariat avec le Centre International de Recherche et d'Initiatives pour le Dialogue (CIRID), une ONG burundaise ayant son siège à Genève.
Le Burundi est déclaré libre des mines antipersonnel en 2011.

##### Libye
La FSD commence les opérations de déminage en 2011 et quitte le pays en 2018.
Pour assurer la coordination de la réponse de la lutte antimines à la suite du conflit de 2011, l'ONU et les ONG internationales s’associent pour former une "équipe conjointe de coordination de la lutte antimines" (JMACT) dont la FSD fait partie. Les Etats-Unis financent le programme de la FSD visant à localiser et détruire les restes explosifs dans les zones de combat en Libye, afin d’éviter que d'éventuelles armes, comme des missiles antiaériens, ne tombent entre les mains de terroristes. Le programme de la FSD débute en 2011 et inclut d’abord deux équipes de déminage en zone de combat puis se concentre majoritairement autour de la ville de Syrte après la mort du colonel Kadhafi. De 2013 à 2018, la FSD mène ses activités de déminage humanitaire depuis Tripoli.

##### Mali
Après une décennie de conflit entre de multiples groupes armés et l'aggravation des troubles politiques dès 2020, le Mali est confronté à une exposition croissante aux engins explosifs, en particulier aux mines artisanales. Le Mali ne dispose pas d'autorité nationale de lutte antimines et reste donc dépendant d’entités externes pour la coordination du déminage. De 2013 à 2014, la FSD mène à bien un projet d’éducation au danger des mines et un projet de gestion de la sécurité en matière de munitions en collaboration avec l’UNICEF, l’UNMAS et d’autres acteurs internationaux. Ce programme permet de former plusieurs experts sur place et ainsi d’assurer un transfert de compétences durable.

##### Mozambique
Lorsque le programme de la FSD débute au Mozambique en 2006, le pays est l’un des plus minés au monde. Le projet de la FSD vise à apporter au Bureau régional de l’Institut national de déminage (IND) un soutien technique et un renforcement des compétences dans les domaines du déminage humanitaire, de l’assistance aux victimes et de l’éducation au danger des mines. En 2008, l’équipe de l’IND formée par la FSD atteint des résultats très positifs et prometteurs, marquant la fin de ce projet,,. En 2015, le Mozambique est déclaré libre des mines antipersonnel.

##### République centrafricaine
En collaboration avec l’Association FSD France, la FSD a mené à bien plusieurs projets humanitaires en République Centrafricaine depuis 2014, alors que le pays traverse une guerre civile depuis une décennie. Le premier consiste en une campagne de sensibilisation aux risques liés à la manipulation d'armes et de munitions non explosées ou abandonnées. Entre 2015 et 2017, la FSD met en place un projet d’inhumation de corps sommairement enterrés en dehors des cimetières, ainsi que des campagnes de réduction de la violence armée. En 2017, la FSD réalise également un projet de réhabilitation du Bac de Batangafo dans la région de l’Ouahm. Dès 2019, la FSD mène un programme visant la consolidation de la stabilité du secteur de la sécurité en soutien à l’accord de paix de Khartoum, notamment via la réhabilitation d’infrastructures. Des activités de soutien au développement socio-économique et de promotion de la réinsertion d’anciens combattants sont également mis en place. Dans le cadre de ses projets, la FSD signe un accord avec la Jeunesse pionnière nationale afin de permettre le recrutement de jeunes dans la réalisation de ses projets.
En 2024, la FSD a poursuivi son soutien aux communautés de Bangui et de Bouar à travers des formations professionnelles dans des domaines tels que l’agriculture, la couture et l’informatique. Une attention particulière a été accordée aux femmes, aux personnes en situation de handicap et aux ex-combattants. Un appui a également été apporté aux écoliers et aux orphelins.

##### République démocratique du Congo
La République démocratique du Congo a connu divers conflits d'intensité variable depuis 1996, les parties s'accusant mutuellement d'avoir utilisé des mines sans que l’ampleur de la contamination réelle ne soit connue. L’implication de la FSD dans le pays remonte à novembre 2003, à la demande d’UNMAS et vise à mettre en place deux équipes de déminage d’urgence au profit des communautés locales et des organisations humanitaires d'entraide à Bunia. Le déploiement des équipes et leurs ordres de missions sont placés sous la responsabilité du Centre de coordination de l'action contre les mines (UNMACC) établi par l'ONU à Kinshasa au sein de sa force de maintien de la paix, la MONUC. La FSD procède immédiatement au recrutement et à la formation d'une vingtaine de locaux. Les opérations doivent être suspendues en 2005 à la suite de l’épuisement des fonds alloués.

##### Soudan
Depuis son indépendance en 1956, le Soudan a traversé plusieurs guerres civiles qui ont laissé en vestige de nombreuses mines et restes d’engins explosifs. La FSD est mandatée en février 2004 par d'UNOPS pour soutenir les autorités soudanaises de lutte antimines et l’UNMAS. Des équipes d’intervention sont dépêchées dans la région des Nouba Mountains (Kadugli). La FSD effectue un partenariat de transfert de compétences avec l'ONG FPDO (Friends of Peace and Development Organization) basée à Khartoum. En mai 2006, la FSD forme du personnel local pour mener une opération de déminage dans les Etats de Kassala et de la Mer rouge. Parallèlement, la FSD vient en appui aux efforts de désarmement, de démobilisation et de réintégration pour le développement dans les régions du Darfour et de Malaka.

##### Soudan du Sud
En 2004, la FSD signe un accord de partenariat avec l’ONG SIMAS « Sudan Integrated Mine Action Services »  et le Programme alimentaire mondial, s’engageant à recruter, former et diriger les démineurs soudanais du sud et à soutenir les actions de l’UNAMIS (United Nations Advance Mission in the Sudan).
Fin 2005, la FSD déploie 30 expatriés et 250 démineurs locaux dans le cadre d’un programme de déminage visant à sécuriser les principales voies d'accès du sud du pays à Djouba pour permettre au Programme alimentaire mondial de distribuer l'aide et faciliter le retour des réfugiés. Avec le soutien de la FSD en 2007, SIMAS emploie, forme, et déploie sa première équipe de déminage après avoir reçu une accréditation du Bureau de l’action antimines des Nations unies (UNMAS). En partenariat avec la FSD, SIMAS organise un atelier en 2010 à Djouba pour les représentants du gouvernement transitoire du Soudan du Sud, l'Autorité de déminage du Sud-Soudan, l’UNMAO et l'UNICEF, en réponse au faible niveau de soutien à la lutte antimines au Soudan et au déclin du financement international.

##### Tchad
La contamination du Tchad est le résultat de l'invasion libyenne de 1973 et de 30 ans de conflit interne. La contamination est une menace permanente pour les populations locales et son impact négatif sur le développement socio-économique du Borkou, de l'Ennedi et du Tibesti, qui comptent parmi les régions les plus pauvres, est particulièrement grave.
La FSD fait partie du projet de déminage PRODECO, lancé en 2017 par l’Union Européenne, en consortium avec trois autres organisations : Handicap International, MAG et Secours Catholique Développement (SECADEV), une ONG locale d’aide aux victimes. Dans le cadre de ce projet, le rôle de la FSD est d’apporter un soutien administratif, logistique, managérial et technique à l'autorité nationale de lutte contre les mines (HCND - Haut-Commissariat National de Déminage). La FSD fournit également un soutien technique pour la mise à jour de la base de données nationale de déminage (IMSMA) utilisée pour la collecte des données de déminage et la production de cartes et de rapports.

#### Asie & Pacifique

##### Afghanistan
L’Afghanistan est l’un des pays les plus contaminés par les mines. De nombreux civils sont encore tués et mutilés chaque année par des explosions accidentelles. Les opérations de la FSD en Afghanistan commencent en 2001 avec l’envoi d’équipes de démineurs en soutien au déploiement du Programme alimentaire mondial et du Bureau de coordination des affaires humanitaires de l'ONU à Kandahar, puis à Herat, Mazar-i-Sharif et Kabul,. En 2010, la FSD entame un programme de déminage dans la région montagneuse et reculée de Darwaz (province de Badakhshan). La FSD conduit en outre des sessions de sensibilisation au danger des mines et, dès 2019, mène un programme d’assistance socio-économique aux victimes de mines. La FSD continue son travail dans cette zone malgré la situation incertaine depuis la prise de pouvoir des Talibans en 2021. La FSD est active dans les provinces de Badakhshan et de Kunduz, où elle démine les terres contaminées et rétablit l’accès aux zones agricoles. En 2024, une aide d’urgence a été apportée à la suite d’inondations dans la province de Baghlan.

##### Laos
De 2004 à 2010, la FSD soutient le programme de sécurité alimentaire du PAM et procède au déminage et à la réhabilitation des rizières, des systèmes d’irrigation et des fermes piscicoles ainsi qu’à l’amélioration du réseau routier dans les districts orientaux de Savannakhet,,. En septembre 2007, la FSD démine la région de Sekong, en partenariat avec CARE Australia, dans le cadre de leur projet d’amélioration des moyens de subsistance. En parallèle à ses travaux de déminage, la FSD assiste les entités locales par la mise en place d’une formation dans la neutralisation et la destruction des explosifs. La FSD participe également à la rédaction des normes nationales de déminage et à la création d’une base de données nationale pour l’Autorité nationale de régulation. En 2008 et 2009, la FSD rédige des normes de formation pour les autorités nationales afin de régenter la qualité des formations techniques au Laos et d’assurer que les normes internationales de formation sont suivies.

##### Pakistan
Le Pakistan compte un nombre considérable de victimes de mines et restes explosifs de guerre. La contamination du pays est issue de différents conflits armés avec l'Inde, de la guerre soviéto-afghane, puis de l'incursion anti-gouvernementale et de l'occupation de certains districts par les Talibans en 2009. Les vastes combats dans la province de la Frontière du Nord-Ouest ont entraîné un exode massif de plus de 2,8 millions de personnes. Leur déplacement des zones de combat a été rapidement suivi de leur retour dans un environnement hautement contaminé par les restes explosifs de guerre, contexte dans lequel la FSD a commencé son travail.
De 2009 à 2011, la FSD mène un projet d’envergure focalisé sur la sensibilisation au danger des restes explosifs de guerre. En association avec l’Organisation pour une Paix et un Développement Durable (SPADO) et avec l’Organisation pour l’Education de base et la Formation Professionnelle (BEST), la FSD forme vingt équipes dont les membres viennent des régions affectées, afin qu’elles puissent enseigner les comportements sécuritaires aux populations affectées.

##### Philippines
Le programme de la FSD aux Philippines débute en 2005 avec une aide technique en soutien au processus de paix entre le gouvernement philippin et le Front Moro islamique de libération sur l’île de Mindanao. En étroite collaboration avec l’Association FSD France, la FSD effectue un travail d’enquête technique et non-technique, de sensibilisation aux dangers des mines et de facilitation de la neutralisation des restes explosifs de guerre. En 2020, une campagne de sensibilisation aux risques des mines est également lancée sur les réseaux sociaux à la suite des restrictions liées au COVID-19. En 2022, la FSD a mené plus de 586 sessions d'éducation aux risques des mines pour 24 000 personnes. Sur la même période, des enquêtes de contamination ont été menées dans plus de 600 villages,. En 2024, la FSD a collaboré avec les autorités locales pour intégrer des messages de sécurité dans les programmes scolaires.

##### Sri Lanka
Pendant la guerre civile du Sri Lanka, qui a duré 26 ans, des milliers de mines antipersonnel ont été posées. Selon les informations du Centre national de lutte antimines, la surface totale contaminée restante au Sri Lanka s'élevait encore à 23 306 478 mètres carrés en 2019.
De 2002 à 2013, la FSD a mené l'un des plus grands programmes de déminage au Sri Lanka. Le programme débute après une demande d’aide officielle au PNUD, qui à son tour mandate la FSD pour créer une capacité nationale pour les futures opérations du District Mine Action Office (DMAO). En outre, la FSD démine des districts dans le nord et l'est du pays pendant toute la durée du programme. Après la reprise des hostilités en 2006, les efforts passent d'une activité de renforcement des compétences locales à des campagnes d’urgence de sensibilisation au danger des mines et restes explosifs de guerre. Les ONG n'étant pas autorisées à mener des actions d'éducation aux risques, la FSD travaille avec des agents de liaison communautaires pour comprendre les priorités locales en matière de lutte antimines des personnes déplacées internes et mener les sessions de sensibilisation.
Pour permettre le retour des personnes déplacées au plus vite, les opérations de déminage se poursuivent à l'aide de quatre machines Dok-Ing MV-4 et d’autres moyens mécaniques. Le déminage des puits a un impact important puisqu'il nécessite leur nettoyage total, assurant ainsi l'accès à l'eau potable pour les populations locales. De plus, la FSD collabore avec le bureau régional de lutte antimines (RMAC) et le Sri Lanka Electricity Board. Les opérations de déminage soutiennent également le programme de développement de Mahaweli.

##### Vietnam
Le Vietnam souffre d’une contamination massive de mines et restes explosifs de guerre. Depuis la fin de la guerre du Vietnam, selon les estimations du gouvernement, plus de 40 000 personnes ont été victimes de ces restes d’engins explosifs.
Tout au long de l'année 2007, la FSD développe des contacts étroits avec le gouvernement vietnamien par le biais de contacts avec l'ambassade du Vietnam à Berne. Deux missions d'évaluation sont menées afin d'évaluer les besoins dans trois provinces centrales.

#### Amérique du Sud

##### Colombie
Depuis 50 ans, la Colombie connaît des luttes internes entre les forces gouvernementales, les guérillas FARC, ELN et le groupe paramilitaire AUC. Trente des 32 départements qui composent la Colombie sont affectés par la présence d’engins explosifs.
La FSD apporte des soutiens ponctuels au Mine Observatory du gouvernmement colombien depuis 2004 et soutient la CCCM (Colombian campaign to ban Landmines). Dès 2010, la FSD contribue à la formation d’experts locaux, puis, après la signature des Accords de Paix en 2016, l’organisation fournit une assistance technique à la « Descontamina Colombia » (l’autorité nationale d’action contre les mines en Colombie) qui coordonne les opérations d’élimination de mines et restes explosifs de guerre, la sensibilisation aux dangers des mines, la gestion des données et l’assistance aux victimes. Dans le cadre de son soutien à la Descontamina Colombia, la FSD participe à la rédaction de normes nationales de lutte contre les mines en accord avec le contexte colombien.
En outre, la FSD contribue à la publication du décret environnemental (# 1195, 2017) visant à réduire l'impact environnemental des interventions de déminage humanitaire sur l'ensemble du territoire national, en particulier dans les parcs naturels et autres zones de grande valeur écologique ,. Les activités de renforcement des compétences de la FSD en Colombie se sont achevées en 2024, après un transfert réussi de compétences techniques et de soutien institutionnel aux autorités nationales.
En 2022, la FSD a débuté un programme de soutien aux victimes de mines à Bogotá en installant des structures hydroponiques sur leurs balcons, leur permettant de lancer de petites  entreprises adaptées à leur handicap. Initialement conçue comme une approche individuelle, l’initiative a depuis évolué vers un modèle communautaire qui favorise la sécurité alimentaire, le relèvement et l’inclusion économique au sein de centres accueillant des victimes de conflits à Bogotá.

#### Europe & Asie centrale

##### Albanie
L'Albanie a été contaminé par des mines et restes explosifs de guerre principalement à la suite de la crise du Kosovo en 1998-1999. En 2009, l'Albanie s'est déclarée officiellement libérée des mines. La FSD déploie un programme de déminage dans le pays en octobre 2000 à l'initiative du Comité international de la Croix-Rouge (CICR) et avec le soutien du Département de la défense suisse (DDPS), et commence par procéder à une évaluation de la contamination. En mai 2001, la FSD est accréditée par le gouvernement albanais et recrute puis forme une cinquantaine de personnes au déminage afin de pouvoir commencer ses opérations au nord du pays. Le programme prend fin en 2004.

##### Arménie
La contamination de l’Arménie par les mines résulte principalement du conflit avec l'Azerbaïdjan de 1988 à 1994. Dès 2012, la FSD organise des formations pour préparer les enquêtes non-technique demandées par le ministère de la défense arménien. Ces enquêtes se concentrent sur les zones proches de la frontière avec la Turquie en évitant la zone militaire restreinte et la région de Kapan. De 2013 à début 2015, la FSD mène un programme de développement des compétences locales. L’organisation contribue en outre au développement des « Armenian National Mine Action Standards (NMAS) » et soutient le Centre arménien pour le déminage humanitaire (IMSMA) dans la mise en place et la gestion de la base de données du système national de gestion d’information en matière de déminage.

##### Bosnie-Herzégovine
La guerre de Bosnie, qui s'est déroulée de 1992 à 1995, a entraîné une lourde contamination du pays par les mines et munitions non explosées. De 1997 à 1999, la FSD maintient un projet en Bosnie en collaboration avec le Mine Action center de l’ONU. Le programme consiste en deux projets de déminage humanitaire dans des quartiers densément peuplés de Sarajevo. À cet effet, la FSD forme des anciens militaires bosniaques au déminage, puis emploie 16 démineurs locaux.

##### Croatie
Les champs de mines en Croatie sont des vestiges de la guerre d'indépendance croate. De 1998 à 1999, la FSD mène au nom de l'association suisse Causes Communes une opération de déminage dans le village de Kusonje. Il s’agit de la première opération de déminage humanitaire mis en œuvre par une ONG sur le territoire croate.

##### Kosovo
Le conflit international de 1999 au Kosovo a généré un grave problème de restes explosifs de guerre. Afin de s'assurer que les communautés touchées reçoivent des réponses rapides à leurs demandes en matière de déminage, le CICR signe un accord avec la FSD en 2000. En vertu de cet accord, les équipes de déminage de la FSD répondent aux demandes urgentes qui leur sont transmises par le CICR. Les équipes travaillent ensuite avec les communautés sur place, afin qu’elles soient directement impliquées dans la réponse technique au problème des mines et restes d’engins explosifs dans leur village. Début 2001, à la suite de la diminution des situations d'urgence, la FSD restructure son programme en une seule unité spécialisée dans le déminage des zones de combat. Le programme de la FSD a fait l'objet de plusieurs visites de délégations officielles de l'ONU, de l'OSCE et de la KFOR.

##### Tadjikistan
Active depuis 2003 au Tadjikistan, la FSD mène différents projets de déminage, de destruction des stocks d’armes et de munitions ainsi que de renforcement des compétences locales. Le programme débute par des évaluations et des enquêtes afin de déterminer l’étendue et les caractéristiques de la contamination du pays avant de passer au déminage. Dans le cadre de son programme, la FSD déploie toutes les méthodes de déminage (manuel, mécanique, et au moyen de chiens). Ces dernières années, la FSD se concentre sur le soutien aux autorités tadjikes pour la destruction sécurisée des stocks d’armes et de munitions, y compris les systèmes de défense antiaérienne portables (MANPADS).
En 2010, la FSD a déminé la plupart des zones contaminées pendant la guerre civile tadjike et se concentre sur le déminage des ceintures de mines posées par les anciennes forces soviétiques du côté tadjik de la frontière Tadjikistan/Afghanistan. Cette même année, Norwegian People's Aid rejoint la FSD et devient le deuxième programme de lutte antimines humanitaire au Tadjikistan. Faute de financement, la FSD est contrainte de cesser ses opérations de déminage au Tadjikistan en 2018 mais poursuit ses efforts de destruction de stocks d’armes et de munitions. À la clôture du programme de déminage humanitaire, la FSD a sécurisé plus de 38 millions de mètres carrés de terres. En 2024, la FSD a repris et étendu ses opérations de déminage dans les régions frontalières avec l’Afghanistan, le Kirghizistan et l’Ouzbékistan, devenant ainsi la principale organisation humanitaire de déminage active au Tadjikistan.

##### Ukraine
L'engagement de la FSD en Ukraine remonte au début de l'année 2015, avec un programme de sensibilisation aux risques des mines dans la région du Donbass. Après l’obtention de son accréditation au déminage humanitaire dans le pays en 2017, la FSD lance un programme d’élimination des mines et restes explosifs à l’est du pays, dans la zone sous contrôle du gouvernement ukrainien. En 2022, alors que les combats s'intensifient et s'étendent à tout le pays, les activités de la FSD sont réorientées pour fournir une aide humanitaire d'urgence (nourriture, abris, médicaments, carburant, etc.). Dès que la situation sécuritaire le permet, le déminage et l'éducation aux risques reprennent, avec des effectifs et moyens renforcés, désormais dans les provinces de Tchernihiv et Kharkiv.
En 2023, la FSD a mis en place un nouveau projet en Ukraine en partenariat avec le Programme alimentaire mondial et l’Organisation des Nations-unies pour l’alimentation et l’agriculture. L’Ukraine produisant en temps de paix de la nourriture pour 400 millions de personnes, ce projet a donc pour objectif de permettre aux petites exploitations agricoles composant la province de Kharkiv de se remettre à cultiver leurs terres durablement. Pour cela, la FSD fait du déminage, de la sensibilisation aux risques et des enquêtes non techniques.
Le 24 juillet 2024, le siège de la fondation à Kharkiv, est touché par un missile balistique russe,. En 2024, la FSD est devenue l’une des principales organisations humanitaires de lutte antimines en Ukraine, avec plus de 650 collaborateurs. Ses opérations se sont étendues aux régions de Donetsk et de Kherson, incluant des activités de déminage, de sensibilisation aux risques et de renforcement des compétences locales. Des essais d’outils de cartographie par drone ont également été lancés, afin de soutenir la reprise agricole et les efforts de reconstruction. Par ailleurs, la FSD a commencé à utiliser des chiens détecteurs de mines en Ukraine pour appuyer les opérations d’enquête.

#### Moyen-Orient

##### Irak
Quatre guerres en moins de trente ans ont laissé l'Irak lourdement contaminé par les mines et restes explosifs de guerre. La première intervention de la FSD en Irak débute en 2003 avec un programme de déminage humanitaire ainsi qu’une assistance technique pour le Programme alimentaire mondial,. En 2016, à la suite de l’occupation d’une partie de l’Irak par le groupe Etat islamique, la FSD entame un projet de déminage humanitaire focalisé sur les mines artisanales. Au cours de cette première année, la FSD élimine plus de 5000 mines artisanales et sécurise des millions de mètres carrés de terrain notamment dans la province du Kurdistan irakien,. La FSD mène également un projet de sensibilisation aux risques des mines avec plus de 500 sessions dispensées à environ 16 000 hommes, femmes, garçons et filles dans le district de Mossoul cette même année. Entre 2020 et 2024, la FSD a mené un projet de soutien à une ONG nationale de déminage en Irak (SHO), cette organisation est désormais apte à conduire des opérations de déminage en autonomie. En Irak, les équipes de la FSD ont déminé plus de 33 millions de mètres carrés de terres contaminées par des engins explosifs depuis le début des opérations dans le pays.

##### Liban
Le Liban est confronté à une menace complexe d'engins explosifs provenant principalement de quatre événements : l'occupation israélienne (1978 - 2000), la guerre civile (1975 - 1990), l'agression israélienne en 2006 et, plus récemment, le débordement du conflit syrien (2011 - 2017). Le projet de déminage humanitaire de la FSD débute en 2006. Il compte quatre équipes de huit personnes placées sous l’égide de l’UNMAC (Centre des Nations unies de lutte contre les Mines) conjointement avec le LMAC (Centre libanais d’action contre les mines). À la fin du projet, ce sont plus de 587’546 mètres carrés qui ont été sécurisés et rendus à la communauté.

### Autres activités
En parallèle à la lutte antimines, la FSD mène certains projets dans les domaines suivants : soutien à la paix et au développement, assistance humanitaire d’urgence et activités environnementales.
Les activités de soutien aux processus de paix sont liées à la lutte antimines, notamment lors des négociations d’accès aux terrains minés. La FSD a par exemple signé un accord de coopération avec le gouvernement sri-lankais et avec l'Armée nationale tamoule, également connue sous le nom de Tigres de libération de l'Îlam tamoul (LTTE), contribuant ainsi à la consolidation du processus de paix.
La FSD soutient également le processus de paix aux Philippines à partir de 2005 en mettant son expertise technique à disposition du gouvernement philippin et du Front Moro islamique de libération (MILF). Le 5 mai 2010, les deux ex-belligérants signent un accord de paix prévoyant la mise en œuvre d’un projet de déminage commun, proposé par la FSD et l’ONG locale Philippines Campaign to Ban Landmines,,.
En République centrafricaine, la FSD propose des formations professionnelles afin de favoriser la réinsertion des ex-combattants rebelles et de soutenir les communautés vulnérables. La FSD contribue également à l’amélioration des infrastructures de base et à la création d’opportunités de développement socio-économique dans le pays.
En Colombie, elle a renforcé la cohésion sociale en soutenant les survivants de mines et les personnes déplacées par le biais de programmes d’agriculture urbaine dans des centres d’assistance aux victimes.
Ponctuellement, la FSD met en œuvre des activités d’aide humanitaire d’urgence en cas de catastrophe naturelle ou de conflit armé actif dans ses zones d’intervention. C’est notamment le cas lors du tsunami de 2004 au Sri Lanka et de la guerre en Ukraine au printemps 2022. En 2024, la FSD fournit des kits médicaux d’urgence aux communautés touchées par des inondations dans le nord de l’Afghanistan.
Dans le secteur environnemental, la FSD se concentre sur l’assainissement de terres polluées par des polluants organiques persistants ou des métaux lourds et la réduction des risques posés par des mines extractives d’uranium au Tadjikistan et au Kirghizistan. La FSD mène également des programmes de résilience face au changement climatique au Tadjikistan.
La FSD est active dans le développement de nouvelles technologies en soutien au déminage. En 2016, la FSD publie une étude sur l’utilisation de drones lors de crises humanitaires. Elle rejoint le comité directeur technique du projet Odyssey2025, qui prend fin en 2020, en soutien au développement de drones capables de détecter des mines PFM-1. Depuis 2016, la FSD travaille en partenariat avec la Fondation Urs Endress sur le projet FindMine, visant à développer un drone permettant de localiser les mines et restes explosifs de guerre. En 2024, la FSD a commencé à tester un drone équipé d’un radar à pénétration du sol monté en Ukraine afin d’améliorer le travail d’enquête dans les zones agricoles contaminées. La cartographie via un système d’information géographique (SIG) constitue un élément central de la gestion de l’information, permettant la géolocalisation précise des zones dangereuses, la planification des opérations de déminage et la visualisation des progrès.

## Soutien et financement
Les opérations humanitaires de la FSD sont financées par des fonds provenant de gouvernements et d’organisations multilatérales, ainsi que par des fondations et des dons privés. Parmi les grands donateurs figurent l’Union européenne, la Commission européenne (CE), EuropeAid, UNOPS, le Programme alimentaire mondial (PAM), le Programme des Nations unies pour le développement (PNUD), l'UNICEF, le département d’État des Etats-Unis (US department of State PM/WRA), les gouvernements d'Australie, du Canada, de l'Allemagne, des cantons et villes suisses, des fondations et des donateurs privés.

## Le groupe FSD
Le groupe FSD, une entité de consolidation, englobe la FSD (Fondation suisse de déminage), l’Association FSD France et la société Crosstech SA.

### Association FSD France
En 2005, la FSD a été rejointe par un nouveau partenaire français, l’Association FSD France. Cette organisation fait partie du Groupe FSD et opère dans le cadre d’un accord de coopération avec la Fondation suisse de déminage (FSD), qui met en œuvre ses projets sur le terrain. Son objectif est d’élargir les activités de lutte antimines déjà menées par la FSD. Son donateur principal est la Commission européenne.

### Crosstech SA
Fondée en 2007, Crosstech est une filiale commerciale de la Fondation suisse de déminage (FSD), organisation humanitaire suisse, et est entièrement détenue par celle-ci.
Crosstech SA est une entreprise suisse spécialisée dans la gestion des risques liés aux engins explosifs, dans le cadre de projets de reconstruction post-conflit. Elle fournit des services de sécurité aux entreprises opérant dans des zones touchées par les mines et les restes explosifs de guerre. Ses prestations incluent l’évaluation des risques, la neutralisation d’engins explosifs, le déminage de terrains, l’enlèvement de décombres ainsi que des formations à la sécurité.
Pour soutenir la reconstruction d’infrastructures dans des zones potentiellement dangereuses, Crosstech mobilise différentes méthodes telles que les enquêtes techniques, l’analyse géospatiale et le déminage mécanique.